# Living
Living è un film del 2022 diretto da Oliver Hermanus.
La pellicola, sceneggiata dal Premio Nobel Kazuo Ishiguro, è un remake del film di Akira Kurosawa Vivere (1952), a sua volta ispirato alla novella di Lev Tolstoj La morte di Ivan Il'ič.

## Trama
Londra, 1953. Il burocrate Mr. Williams, dopo aver scoperto di essere malato terminale, decide di prodigarsi per il prossimo dedicandosi ad opere filantropiche.

## Produzione

### Sviluppo
Nell'ottobre 2020 è stato annunciato che Bill Nighy e Aimee Lou Wood avrebbero recitato nel film e nel dicembre dello stesso anno Lionsgate ha acquistato i diritti di distribuzione per il Regno Unito. Nel giugno 2021 Alex Sharp e Tom Burke si sono uniti al cast.

### Riprese
Le riprese principali sono iniziate a Londra nel giugno 2021.

## Promozione
Il primo trailer del film è stato pubblicato il 17 agosto 2022.

## Distribuzione
Il film ha avuto la sua prima nel gennaio 2022 in occasione del Sundance Film Festival. Nel settembre 2022 è stato presentato fuori concorso alla 79ª Mostra internazionale d'arte cinematografica di Venezia.
La distribuzione nella sale britanniche è avvenuta il 4 novembre 2022. In Italia è uscito il 23 dicembre 2022.

## Riconoscimenti
- 2023 - Premio Oscar
  - Candidatura per il miglior attore a Bill Nighy
  - Candidatura per la migliore sceneggiatura non originale a Kazuo Ishiguro
- 2023 - Golden Globe
  - Candidatura per il miglior attore in un film drammatico a Bill Nighy
- 2023 - BAFTA
  - Candidatura per il miglior film britannico
  - Candidatura per il miglior attore protagonista a Bill Nighy
  - Candidatura per la migliore sceneggiatura non originale a Kazuo Ishiguro